# 張海浜
張海浜（장해빈、1547年 - 1657年）は、壬辰倭乱の際の中国明の副将軍。
中国浙江省杭州出身。丁酉再乱の際に、游撃将軍呉惟忠の配下として李氏朝鮮に派遣されたが、蔚山城の戦いで左足に銃撃を受ける。明軍が帰還する時にもまだ完治しておらず、帰国することができず、李氏朝鮮に帰化した。
朝鮮氏族の浙江張氏の始祖である。